# Donald Trump jr.
Donald John (Don) Trump jr. (Manhattan, New York, 31 december 1977) is een Amerikaans zakenman. Hij is het oudste kind van president van de Verenigde Staten Donald Trump en diens eerste vrouw Ivana Trump. Samen met zijn broer Eric leidt hij als Executive Vice President het familiebedrijf The Trump Organization.

## Levensloop
Trump leidde bouwprojecten zoals 40 Wall Street, Trump International Hotel and Tower en Trump Park Avenue. Hij was gastpresentator van zijn vaders realityprogramma The Apprentice van seizoen 5 tot en met seizoen 14, het laatste seizoen van zijn vader.

### Politiek
Voorafgaand aan de presidentsverkiezing van 2016 voerde Trump Jr. campagne voor zijn vader. 
The New York Times karakteriseerde hem als een nauw bij zijn vader betrokken politiek adviseur. Het blad meldde ook dat Donald Jr., Ivanka en Eric Trump - de kinderen uit Trumps eerste huwelijk met Ivana Trump - allen spraken tijdens de Republikeinse Conventie en dat zij sleutelfiguren waren in hun vaders race naar het Witte Huis.
Donald Jr. gaf een toespraak tijdens de tweede dag van de Republikeinse Partijconventie op 19 juli 2016.
Sommige leden van de Trumpcampagne gaven hem de koosnaam "Fredo", een verwijzing naar Fredo Corleone, een fictief maffialid uit de film The Godfather.
In december 2016 meldden The Wall Street Journal en Politico dat Trump Jr. zijn vaders keuze voor Ryan Zinke als minister van Binnenlandse Zaken had beïnvloed.

### Russische bemoeienis met Trumpcampagne

#### Veselnitskaya-bijeenkomst
Op 9 juni 2016 was Trump Jr. aanwezig bij een door de publicist Rob Goldstone belegde bijeenkomst op initiatief van de Russische vastgoedondernemer en vriend van Trump Jr., Emin Ağalarov. De ontmoeting vond plaats in de Trump Tower in de aanwezigheid van drie leden van de Trumpcampagne, Trump Jr., Jared Kushner en Paul Manafort - en de Russische advocaat Natalia Veselnitskaya, haar tolk Anatoli Samochornov, de Russisch-Amerikaanse lobbyist Rinat Akhmetshin en Ike Kaveladze, de Russisch-Amerikaanse vice-president van de Crocus Group, de maatschappij voor projectontwikkeling geleid door Araz Agalarov.
Ongeveer een jaar later vertelde Trump Jr. de media in eerste instantie dat de 'adoptie van Russische kinderen' het onderwerp van gesprek was geweest. Op 8 juli 2017 tweette hij vervolgens zijn email-correspondentie met Goldstone in een poging volledige opening van zaken te geven over de aanleiding van de bespreking. In het bijzonder ging het daarbij over de beloofde belastende informatie over Hillary Clinton. Het verzamelen van zulke informatie over 'de tegenstander' had hij als een legale campagne-activiteit beschouwd.
Goldstone verklaarde in een van de gepubliceerde e-mails, dat de Russische regering betrokken was bij het aanbod. Speciale Aanklager Robert Mueller heeft de e-mails en de bijeenkomst van juni 2016 betrokken bij zijn onderzoek naar de mogelijke connectie van de Trumpcampagne met de Russische overheid.

### Privé
Trump trouwde met het model Vanessa Kay Haydon (geboren 18 december 1977) op 12 november 2005 op het Mar-a-Lago-landgoed van zijn vader in Palm Beach (Florida). Ze hebben vijf kinderen. Op 15 maart 2018 maakten Donald Jr. en zijn vrouw bekend dat ze gaan scheiden.
Sinds 2018 heeft Trump Jr. een relatie met Kimberly Guilfoyle. Zij werd in 2024 door president elect Donald Trump voorgesteld voor de positie van ambassadeur in Griekenland.
- Gemeinsame Normdatei: 1212147197
- International Standard Name Identifier: 0000 0005 0035 6549
- Library of Congress Control Number: no2019063346
- Virtual International Authority File: 9573150325558710090003
- WorldCat: E39PBJgRRW7cHTcJQ6q7PCX8G3